# 1990 год в СССР

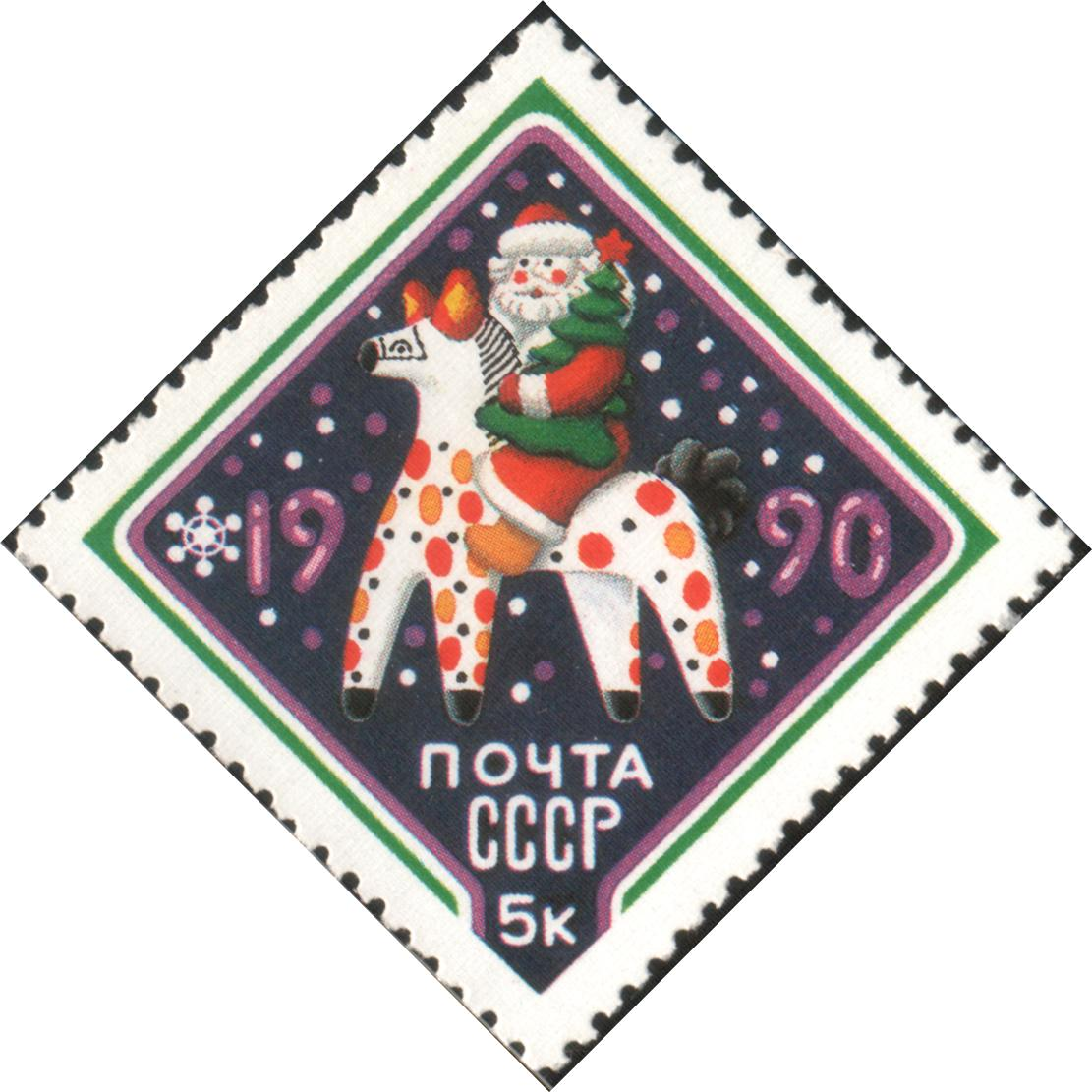
Почтовая марка СССР, 1990 год

## Январь
- 11 января
  - В Литовской ССР 300 тысяч человек приняли участие в демонстрации за независимость.
  - В Новороссийске задержана партия танков, которую кооператив «АНТ» пытался вывезти за рубеж.
- 13 января — катастрофа Ту-134 под Первоуральском.
- 13-19 января — погромы армян[1][2][3][4] в Баку, СССР.
- 15 января — Карабахский конфликт: в Нагорный Карабах для прекращения межэтнических столкновений введены советские войска.
- 16 января — Михаил Горбачёв подписал Указ Президиума Верховного Совета СССР «О восстановлении в гражданстве СССР Ростроповича М. Л. и Вишневской Г. П.».

- 18 января

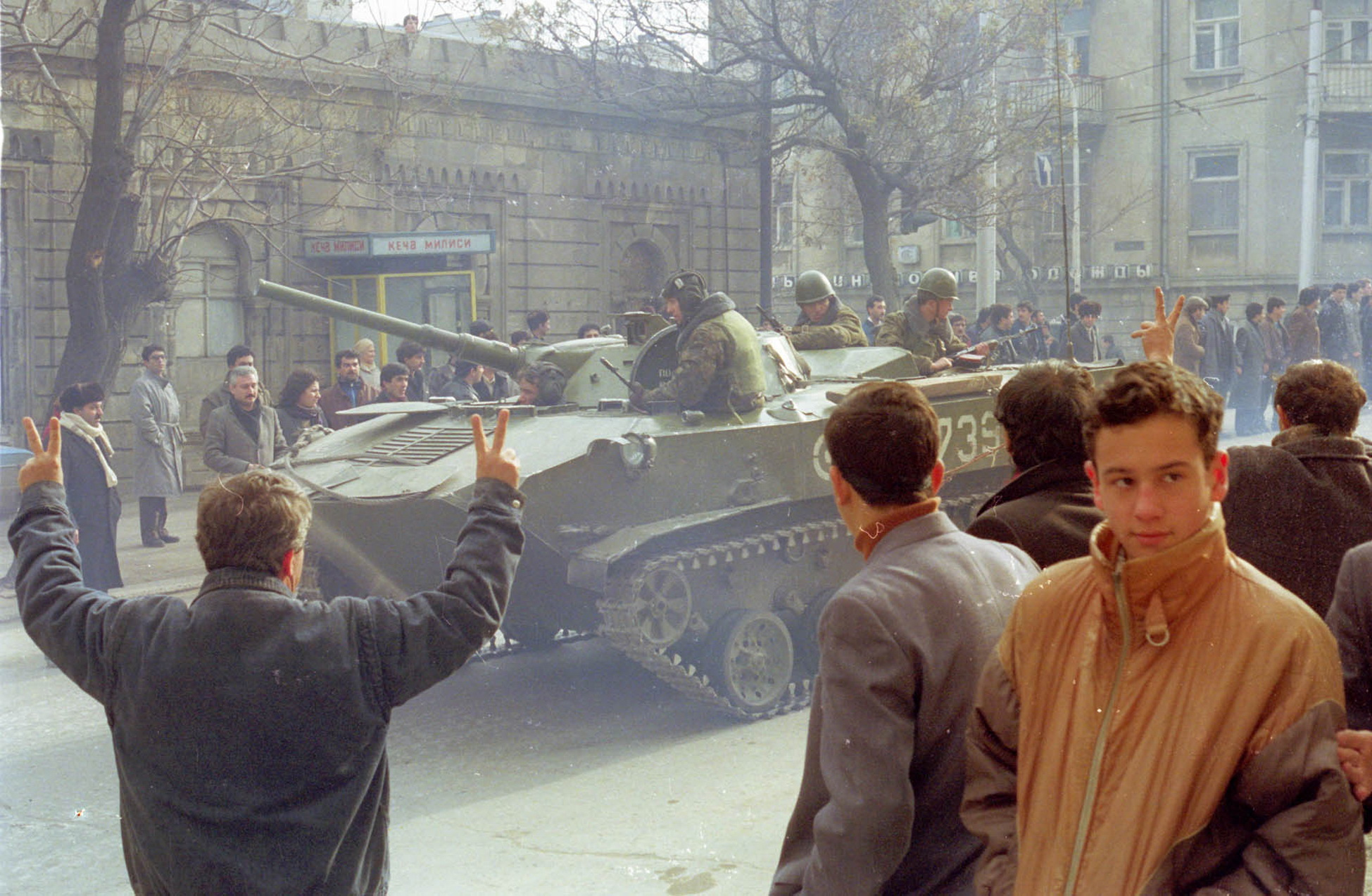
Подразделения советской армии в Баку. Зима 1990 года

  - Распад СССР: Армянская ССР объявила войну Азербайджанской ССР.
- 20 января — «Чёрный январь»: в Баку введены советские войска; в городе объявлен режим чрезвычайного положения. 130 погибших, около 700 — раненых.
- 23 января — Крушение под Кузоватовом[5].
- 27 января — Белорусский язык объявлен государственным в БССР.
- 31 января — в Москве открылся первый в СССР ресторан Макдоналдс.

## Февраль
- 1 февраля — Катастрофа Ил-76 под Паневежисом — крупнейшая катастрофа самолёта в Литве (8 погибших).
- 4 февраля — в Москве прошла 200-тысячная демонстрация в поддержку курса реформ.
- 7 февраля — в СССР отменена монополия коммунистов на политическую власть. ЦК КПСС проголосовал за отмену 6-й статьи Конституции СССР «о руководящей роли КПСС».
- 11 февраля — В СССР осуществлён запуск пилотируемого КК Союз ТМ-9, приземление 9 августа 1990 года. Экипаж старта и посадки — Соловьёв А. Я., Баландин А. Н.

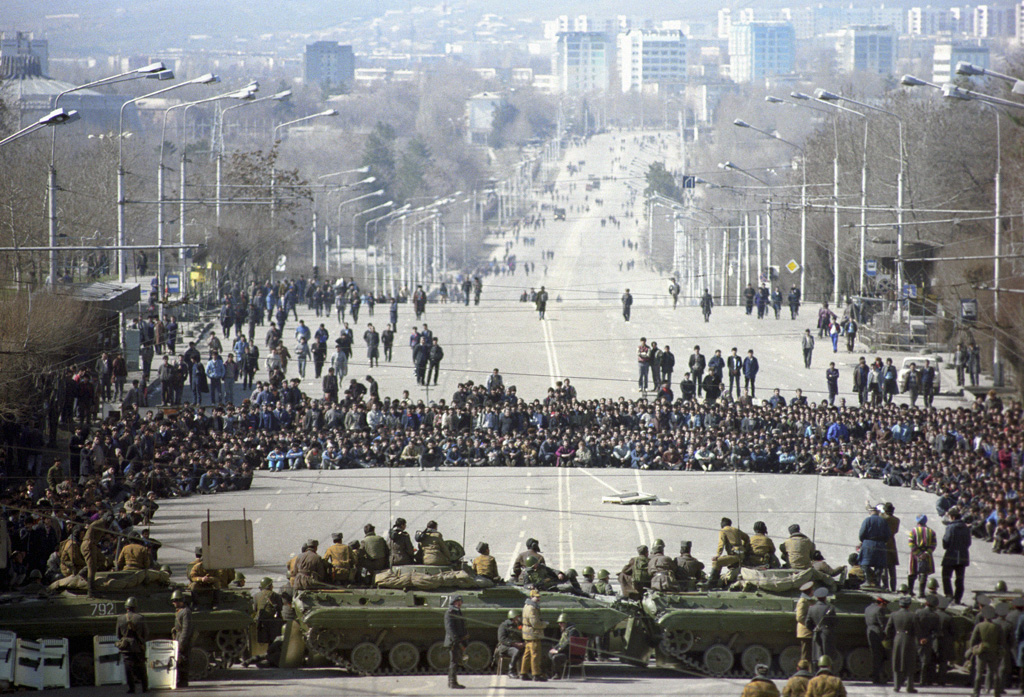
БМП на проспекте Ленина в Душанбе

- 12-14 февраля — массовые беспорядки в Душанбе, Таджикская ССР. Погибло 22 человека, ранено 565.
- 19 февраля — приземление корабля Союз ТМ-8. Экипаж посадки — А. С. Викторенко и А. А. Серебров.
- 24 февраля — Распад СССР: на выборах в Верховный Совет Литовской ССР националисты наносят поражение коммунистам.
- 26 февраля
  - Съезд народных депутатов СССР принял закон о частных крестьянских хозяйствах и закон о различных формах собственности.
  - СССР согласился вывести все войска из Чехословакии к июлю 1991 года.

## Март
- 4 марта — состоялись выборы народных депутатов в РСФСР, Белорусской ССР и Украинской ССР.
- 6 марта — Перестройка: в СССР принят Закон о собственности.
- 11 марта
  - Распад СССР: Литва объявила о восстановлении независимости
  - Начат вывод советских войск из Венгрии.
- 12 марта — в Москве открылся III Съезд народных депутатов СССР (до 15 марта).
- 14 марта
  - Состоялись выборы президента СССР на Съезде народных депутатов СССР, на которых победил М. С. Горбачёв, ставший первым и последним президентом СССР.
  - Из статьи 6 Конституции СССР исключено упоминание руководящей и направляющей роли КПСС — отмена однопартийной системы в СССР.
- 15 марта
  - Распад СССР: Верховный Совет СССР объявил Акт о восстановлении Литовского государства незаконным.
  - СССР установил дипломатические отношения с Ватиканом.
- 17 марта — в Литве сформировано правительство во главе с премьер-министром «янтарной леди» Казимирой Прунскене (до 10 января 1991 года).
- 25 марта
  - Распад СССР: для нейтрализации сторонников выхода Литвы из состава СССР советские власти направляют в Вильнюс танки.
  - Распад СССР: Коммунистическая партия Эстонии объявила о выходе из КПСС.
- 30 марта — Распад СССР: Эстония приостановила действие Конституции СССР на своей территории.

## Апрель
- 3 апреля — Распад СССР: принят Закон СССР «О порядке решения вопросов, связанных с выходом союзной республики из СССР»
- 10 апреля — в Москве начал свою работу XXI съезд ВЛКСМ.
- 13 апреля — СССР признал ответственность за Катынский расстрел.
- 16 апреля
  - Председателем Московского городского Совета народных депутатов избран демократ Гавриил Попов.
  - В Швейцарии открылся Чемпионат мира по хоккею с шайбой 1990, чемпионом мира стала сборная СССР (до 2 мая).

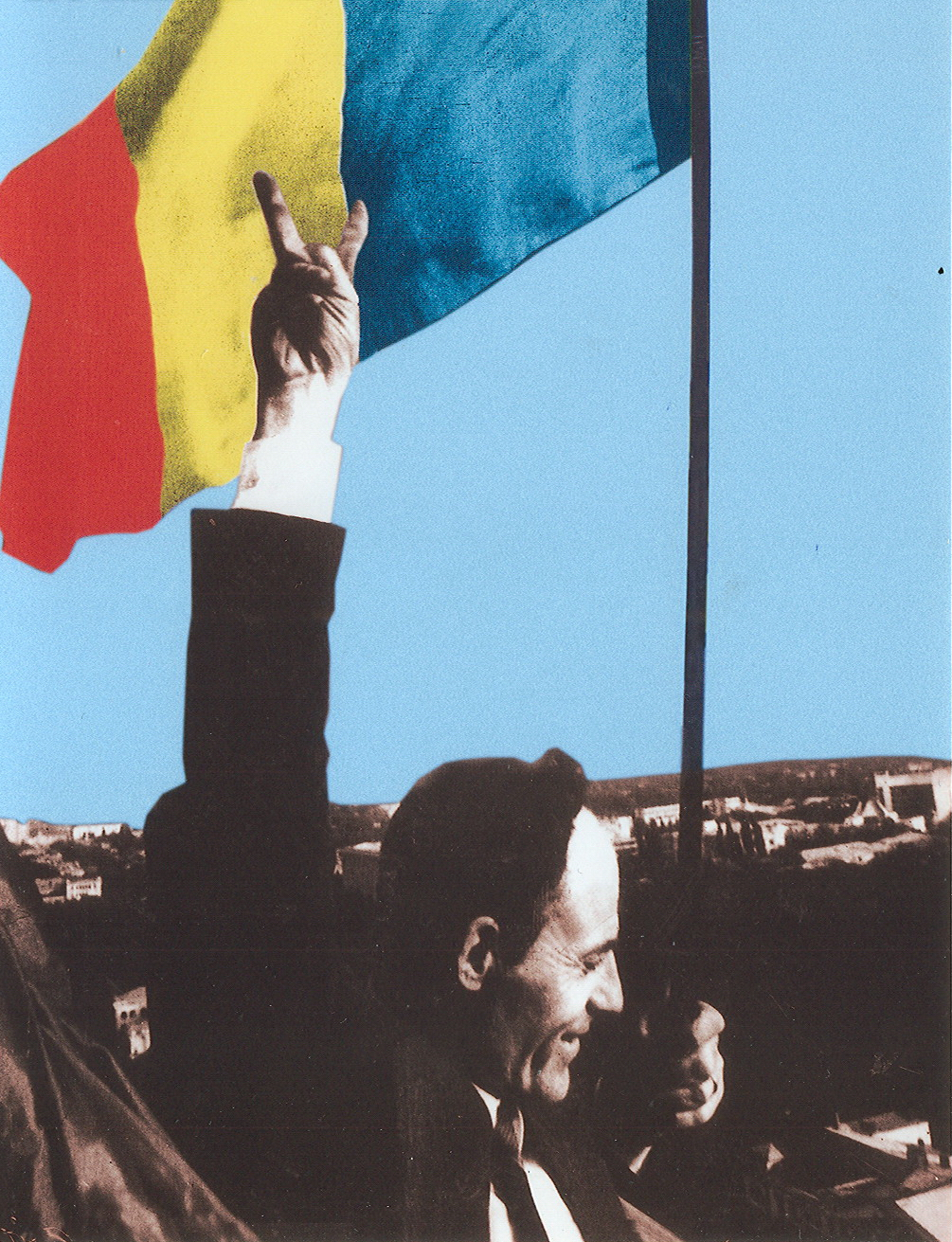
Георге Гимпу поднимает флаг Румынии над зданием Верховного совета в Кишинёве

- 17 апреля — СССР прекратил поставки в Литву сначала газа, затем — нефти и угля, начало экономической блокады республики.
- 30 апреля — В Москве начала вещать радиостанция «Европа плюс».

## Май
- 1 мая — в Москве на Красной площади сразу после традиционного первомайского прохождения колонн трудящихся прошла альтернативная демонстрация демократических сил с антисоветскими лозунгами
- 3 мая — в СССР в двух полётах на самолёте Ту-142ЛЛ было установлено три мировых рекорда.
- 4 мая — Распад СССР: Латвия приняла декларацию о восстановлении независимости
- 8 мая — Распад СССР: Эстония провозгласила суверенитет.
- 16 мая — в Москве начал работу I съезд народных депутатов РСФСР (до 22 июня).
- 23 мая — председателем Ленинградского совета народных депутатов избран Анатолий Собчак.
- 24 мая — Председатель Совета министров СССР Николай Рыжков предложил план поэтапного перехода «к регулируемой рыночной экономике». Начало паники на потребительском рынке. Введение нормированного распределения основных продуктов питания.
- 27 мая
  - Столкновения в Ереване между ополченцами и частями Советской Армии, 24 погибших с армянской стороны.
  - Морской бой в Красном море катера «АК-312» ВМФ СССР с Флотом Эритреи
- 29 мая — Борис Ельцин избран Председателем Верховного Совета РСФСР, одержав победу над кандидатами, предложенными М. С. Горбачёвым.

## Июнь
- 1 июня — Холодная война: президенты США и СССР Джордж Буш и Михаил Горбачёв подписали договор о прекращении производства химического оружия и уничтожении его имеющихся запасов.
- 2 июня — В Москве открылась первая в СССР товарная биржа.
- 4—6 июня — Распад СССР: Ошская резня в Киргизии.
- 7 июня — В Москве открылся Поместный собор Русской православной церкви, на котором Патриархом Московским и всея Руси был избран Алексий II (интронизирован 10 июня).
- 12 июня — Принята Декларация о государственном суверенитете РСФСР. Введён приоритет российских законов над всесоюзным законодательством.
- 13 июня — Чемпионат мира по футболу: СССР проиграв Аргентине со счётом 2:0 впервые не вышел из группы.
- 19 июня — создана Коммунистическая партия РСФСР (в составе КПСС).
- 20 июня — Распад СССР: Узбекская ССР провозгласила суверенитет.
- 23 июня — Распад СССР: Молдавская ССР провозгласила суверенитет.
- 24 июня — В Лужниках состоялся последний концерт Виктора Цоя и группы «Кино».
- 29 июня — Литва приостановила действие Декларации о суверенитете на время переговоров с правительством СССР.
- 30 июня — авария Ил-62 в Якутске.

## Июль
- 2-13 июля — состоялся XXVIII съезд КПСС — последний съезд КПСС до её упразднения в 1991 году.
- 8 июля — Автокатастрофа под Петрозаводском
- 9-11 июля — совещание «большой семёрки» в Хьюстоне, США, посвящённое в значительной части вопросам экономического содействия СССР.
- 11 июля — политическая забастовка на 100 шахтах Донбасса.
- 12 июля — на XXVIII съезде КПСС Борис Ельцин и ряд сторонников реформ вышли из партии.
- 13 июля — учреждён Государственный банк РСФСР.
- 15 июля — Верховный Совет Украинской ССР проголосовал за суверенитет и политику нейтралитета.
- 16 июля — Распад СССР: Украинская ССР провозгласила суверенитет.
- 17 июля — городу Калинину возвращено историческое наименование Тверь.
- 20 июля — город Орджоникидзе переименован во Владикавказ.
- 27 июля — Распад СССР: Белорусская ССР провозгласила суверенитет.
- 28 июля — председатель Совета министров СССР Николай Рыжков и министр иностранных дел СССР Эдуард Шеварднадзе встретились с руководителем Международного валютного фонда (МВФ) Мишелем Камдессю.

## Август
- 1 августа
  - В СССР осуществлён запуск пилотируемого КК Союз ТМ-10, приземление 10 декабря 1990 года. Экипаж старта — Г. М. Манаков, Г. М. Стрекалов.
  - Закон СССР о СМИ (запрет цензуры, учреждение трудовым коллективом редакции).
  - Катастрофа Як-40 под Степанакертом, 46 погибших.
- 9 августа — приземление корабля Союз ТМ-9. Экипаж посадки — А. Я. Соловьёв, А. Н. Баландин.
- 10 августа — Взрыв автобуса на маршруте Тбилиси — Агдам.
- 11-15 августа — Бунт заключённых в следственном изоляторе города Сухуми
- 13 августа — Перестройка: в СССР президент Михаил Горбачёв издал указ о реабилитации жертв сталинских репрессий.
- 15 августа — Перестройка: в СССР президент Михаил Горбачёв издал указ о возвращении гражданства высланным из страны диссидентам, включая Александра Солженицына.
- 19 августа — 15 заключённых изолятора временного содержания города Нерюнгри угнали самолёт Ту-154 в Пакистан.
- 22 августа
  - Распад СССР: Туркменская ССР провозгласила суверенитет.
  - В СССР начала вещание радиостанция «Эхо Москвы».
- 23 августа — Распад СССР: Армянская ССР провозгласила свою независимость.
- 30 августа
  - В СССР опубликована программа перехода к рыночной экономике 500 дней, программа реализована не была.
  - Принята Декларация о государственном суверенитете Татарстана.

## Сентябрь
- 2 сентября — Распад СССР: Приднестровье объявило о своём отделении от Молдавской ССР, но этот акт не получил официального признания.
- 9 сентября — Столкновение двух Як-40 в Павлодаре.
- 12 сентября — Объединение Германии: в Москве представители двух германских государств и четырёх великих держав подписали Договор об окончательном урегулировании в отношении Германии проложивший путь к окончательному объединению Германии.
- 14 сентября — при заходе на посадку в свердловский аэропорт Кольцово потерпел катастрофу самолёт Як-42, погибли 4 человека.
- 17 сентября — восстановлены дипломатические отношения между СССР и Саудовской Аравией (прерваны в 1938 году).
- 18 сентября — В газете «Комсомольская правда» опубликована статья Александра Солженицына «Как нам обустроить Россию?».
- 19 сентября — зарегистрирован национальный домен верхнего уровня для Советского Союза — .su.
- 20 сентября — Распад СССР: Южная Осетия объявила о своём отделении от Грузинской ССР.
- 30 сентября — установлены дипломатические отношения между СССР и Южной Кореей.

## Октябрь
- 11 октября — Принята Декларация о государственном суверенитете Башкирской АССР.
- 15 октября — президенту СССР Михаилу Горбачёву присуждена Нобелевская премия мира «В знак признания его ведущей роли в мирном процессе, который сегодня характеризует важную составную часть жизни международного сообщества».
- 20-21 октября — учредительный съезд движения «Демократическая Россия».
- 22 октября
  - Распад СССР: Киргизская ССР провозгласила суверенитет.
  - Перестройка: городу Горький возвращено историческое название Нижний Новгород.
  - Распад СССР: Казахская ССР провозгласила суверенитет.
- 25-26 октября — Приднестровский конфликт: Поход на Гагаузию.
- 26 октября — Вышел первый выпуск программы телекомпании ВИD «Поле чудес», которая является российским аналогом американской программы «Wheel of Fortune» (Колесо фортуны).
- 27 октября — Аскар Акаев избран первым президентом Киргизской ССР (президент Киргизии до 11 апреля 2005 года).
- 28 октября — выборы в Верховный Совет Грузинской ССР, победу одержали оппозиционные партии, выступавшие под лозунгами независимости республики и введения рыночной экономики.
- 30 октября — Перестройка: на Лубянской площади в Москве установлен Соловецкий камень в память о жертвах политических репрессий.
- 31 октября — Верховный Совет РСФСР принял закон о передаче в ведение властей РСФСР контроля над природными ресурсами и промышленностью республики.

## Ноябрь
- 1 ноября — вступил в силу Указ Президента СССР «О введении коммерческого курса рубля к иностранным валютам и мерах по созданию общесоюзного валютного рынка». Курс советского рубля к доллару был установлен в размере 1,8 рубля за один доллар США
- 2 ноября — Приднестровский конфликт: вооружённые столкновения в Дубоссарах и Бендерах.
- 3-12 ноября — в Москве состоялся первый в СССР теннисный турнир ATP Кубок Кремля.
- 5 ноября — в московском метро переименовывание станций, носящих «коммунистические» названия: «Площадь Свердлова» (ныне «Театральная»), «Дзержинская» («Лубянка»), «Кировская» («Чистые пруды»), «Ленино» (ныне «Царицыно»), «Горьковская» (ныне «Тверская»), «Колхозная» (ныне «Сухаревская»). Только названия станций «Горьковская» в Питерском и Нижегородском метрополитенах до сих пор сохранили своё название, а так же «Горьковское направление» железной дороги, идущей в восточном направлении от Москвы.  А так же сохранили свои коммунистические названия обе станции метро под названием «Ленинский Проспект», как в московском, так и в питерском метрополитенах.
- 7 ноября — последняя демонстрация и парад военной техники на Красной площади в честь годовщины Октября, организованные на государственном уровне. Во время демонстрации произошло покушение на М. С. Горбачёва.
- 10 ноября — Автокатастрофа в Свердловске
- 11 ноября — вышел первый выпуск «Российской газеты».
- 14 ноября — Перестройка: впервые официально признаётся наличие в СССР безработных — около 2 миллионов человек.
- 17 ноября — авария Ту-154 под Дубенцом.
- 19 ноября
  - В эфир советского телевидения вышел первый выпуск программы Оба-На!.
  - Катастрофа Ми-8 под Бахардоком.
- 20 ноября — в Новочеркасске арестован маньяк Андрей Чикатило.
- 21 ноября — Авария Ил-62 в аэропорту Маган.
- 23 ноября — Верховный Совет СССР предоставил чрезвычайные полномочия президенту Михаилу Горбачёву для поддержания порядка в СССР.
- 27 ноября — в Москве открылся II Съезд народных депутатов РСФСР (до 15 декабря).

## Декабрь
- 2 декабря — В СССР осуществлён запуск пилотируемого КК Союз ТМ-11, приземление 26 мая 1991 года. Экипаж старта — В. М. Афанасьев (приземление 26 мая 1991 года), М. Х. Манаров и гражданин Японии — Т. Акияма.
- 2—5 декабря — начало массовых беспорядков на национальной почве в Намангане (Узбекской ССР). Погибли 5 солдат срочной службы и 3 участника беспорядков.
- 8 декабря — опубликован закон РСФСР «О свободе вероисповеданий».
- 10 декабря
  - Приземление корабля Союз ТМ-10. Экипаж посадки — Г. М. Манаков, Г. М. Стрекалов и Т. Акияма (Япония).
  - «Радио России» (ВГТРК) начало вещание на первом канале радиоточек.
- 11 декабря
  - Председатель КГБ СССР Крючков выступил по телевидению с заявлением о заговоре западных стран против СССР и их намерениях добиться его распада.
  - Вступил в силу Договор между СССР и США об ограничении подземных испытаний ядерного оружия.
- 14 декабря — в Москве открылся IV Съезд народных депутатов СССР (до 26 декабря).
- 20 декабря — Эдуард Шеварднадзе ушёл в отставку с поста министра иностранных дел СССР, заявив, что в стране существует угроза установления диктаторского режима.
- 21 декабря — в СССР вышел первый номер «Независимой газеты».
- 22 декабря — Крушение на станции Ельниково[6][7].
- 26 декабря
  - Съезд народных депутатов СССР выбрал на пост вице-президента СССР Геннадия Янаева.
  - Реформа советского правительства, вместо Совета Министров СССР создан Кабинет Министров СССР. В отставку с поста председателя Совета Министров СССР по состоянию здоровья подал Николай Рыжков.
- 27 декабря — Верховный Совет РСФСР объявил Рождество выходным днём.
- 31 декабря — советский гроссмейстер Гарри Каспаров сохранил за собой титул чемпиона мира по шахматам по итогам матча против Анатолия Карпова.

## Без точных дат
- В Успенском соборе, закрытым для богослужений в 1918 году, начинаются проводить богослужения[8].

## Родились
- 14 июля — Ян Непомнящий, шахматист[9]